# 趙羾
趙羾（1364年—1436年），字雲翰，中書省晉寧路解州夏縣（今山西省夏縣）人，明朝政治人物，官至礼部尚书、兵部尚书。
洪武年间，其因鄉舉进入太学，授兵部職方司主事。后上疏圖天下要害厄塞，並屯戍所宜。明太祖朱元璋认为其有才能，升任兵部員外郎。建文初年，外迁任浙江參政，逮捕海盗有功。永乐二年，出使交阯，后升任刑部侍郎之后改为工部侍郎、礼部侍郎。永乐五年，升任礼部尚书，賜宴華蓋殿。永乐九年，朝鲜派使者朝贡，例有賜賚，趙羾不奏。朱棣大怒，命其下狱，后得釋，出使督建隆慶、保安、永寧等州縣，使百姓安家乐业。永乐十五年，丁母艱。之后再起用，改为兵部尚书，专门处理塞外兵事。明仁宗即位后，改为南京刑部尚书。宣德五年，御史張楷弹劾其与侍郎俞士吉怠縱，之后召至，命致仕还乡。